# خنغ بالا (باقران)
خنغ بالا (بالفارسية: خنگ بالا) هي مستوطنة تقع في إيران في قسم باقران الريفي. يقدر عدد سكانها بـ 126 نسمة .